# Periblepharis schwakeana
Periblepharis schwakeana là một loài thực vật có hoa trong họ Ochnaceae. Loài này được (Taub.) Tiegh. mô tả khoa học đầu tiên năm 1902.